# 福島正実
福島 正実（ふくしま まさみ、1929年2月18日 - 1976年4月9日）は、樺太出身の編集者、SF作家、SF評論家、翻訳家。
本名：加藤 正実（かとう まさみ）。別名：加藤 喬（かとう きょう）、原 狷介（はら けんすけ）がある。
長男の加藤 喬（かとう たかし、1957年 -）は元米陸軍大尉で米国防総省外国語学校日本語学部長であり、第3回開高健賞奨励賞受賞者である。次男の加藤まさし（別名・桑沢慧、1963年 - ）も翻訳・著述を手がけている。義弟（妹の夫）は内田庶（宮田昇）。詩人田村隆一の2度目の妻は正実の従姉妹。
初代『S-Fマガジン』編集長であり、それまで日本の出版界では商業的に成功しなかったSFを日本に定着させるため、様々な分野で精力的に活動し、「SFの鬼」と呼ばれた。同誌1969年2月に掲載された「覆面座談会」において匿名で気鋭の作家らを誹謗中傷し、晩年は業界の分断と停滞を招いた（覆面座談会事件）。

## 来歴

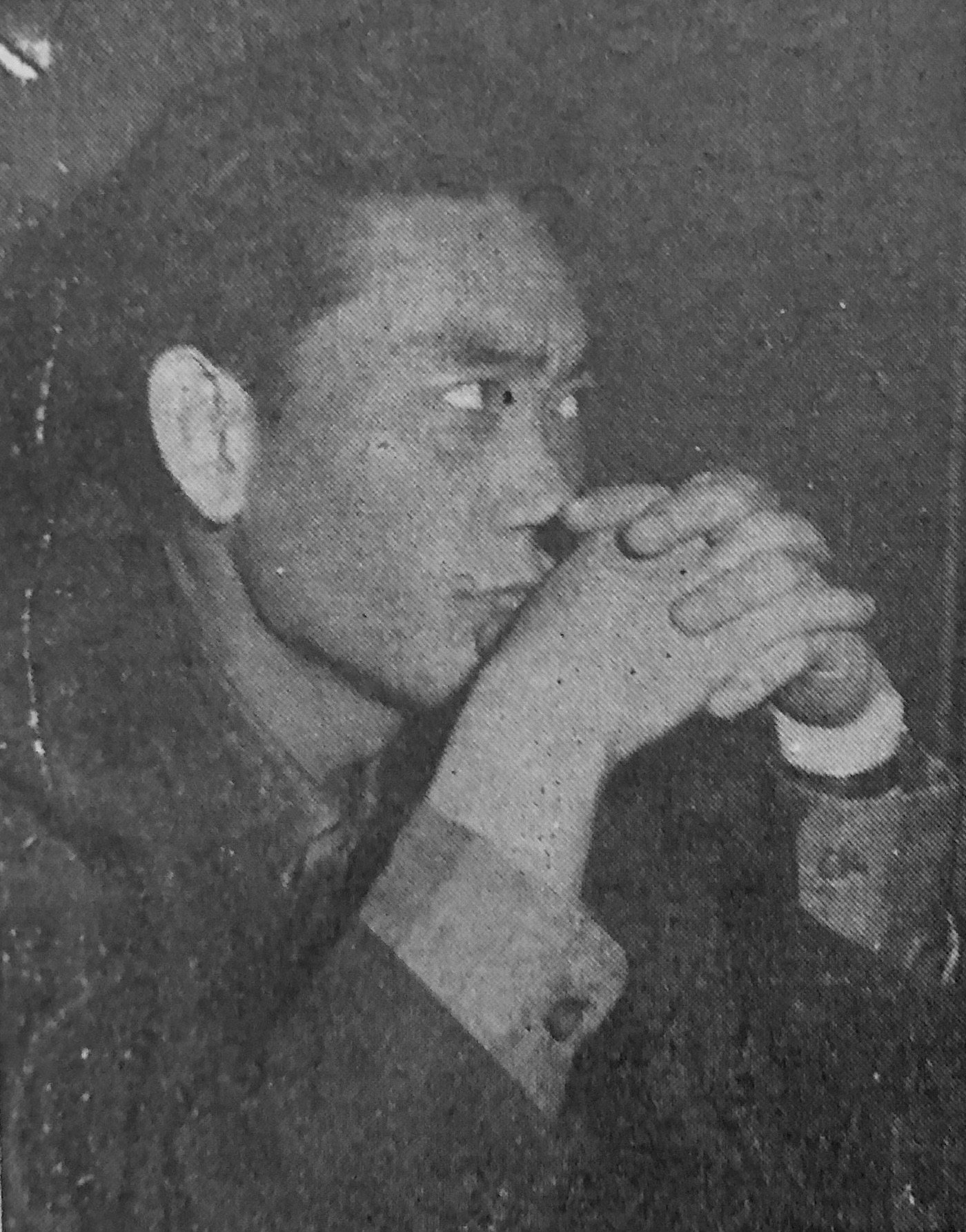
『S-Fマガジン』1964年7月号（早川書房）より

樺太庁の吏員を父として、樺太豊原市（現在のロシア・サハリン州ユジノサハリンスク）に生まれる。父の転勤に伴い、1934年（昭和9年）から満洲に住む。1937年（昭和12年）に帰国し、横浜市中区で育つ。
横浜市港北区の日本大学第四中学校（現在の日本大学中学校・高等学校）に学び、1945年（昭和20年）、旧制の日本大学予科文科に入学。原狷介名義で文芸同人誌活動をし、宮田昇と知り合う。1950年（昭和25年）、明治大学文学部仏文科に編入学。1954年に同大学を中退。清水俊二に翻訳を、那須辰造に児童文学の創作を師事した。
1953年ごろ、早川書房に入社するが。1954年、父の違法行為での借金の肩代わりをするために退社して印刷ブローカーに。1955年、宮田昇の紹介で石泉社の『少年少女科学小説選集』の選者・翻訳者を担当。以降、SFに熱中。
1956年（昭和31年）、社長・早川清の招きで早川書房に、再度入社した。翌1957年（昭和32年）、都筑道夫とともに、叢書「ハヤカワ・ファンタジー」（のちに「ハヤカワSFシリーズ」）を立ち上げた。また、1958年に都筑とともに、以前から提案をしていた講談社での「S・Fシリーズ」の企画にあたったが、シリーズは6冊で終了となった。 

### 『S-Fマガジン』を創刊

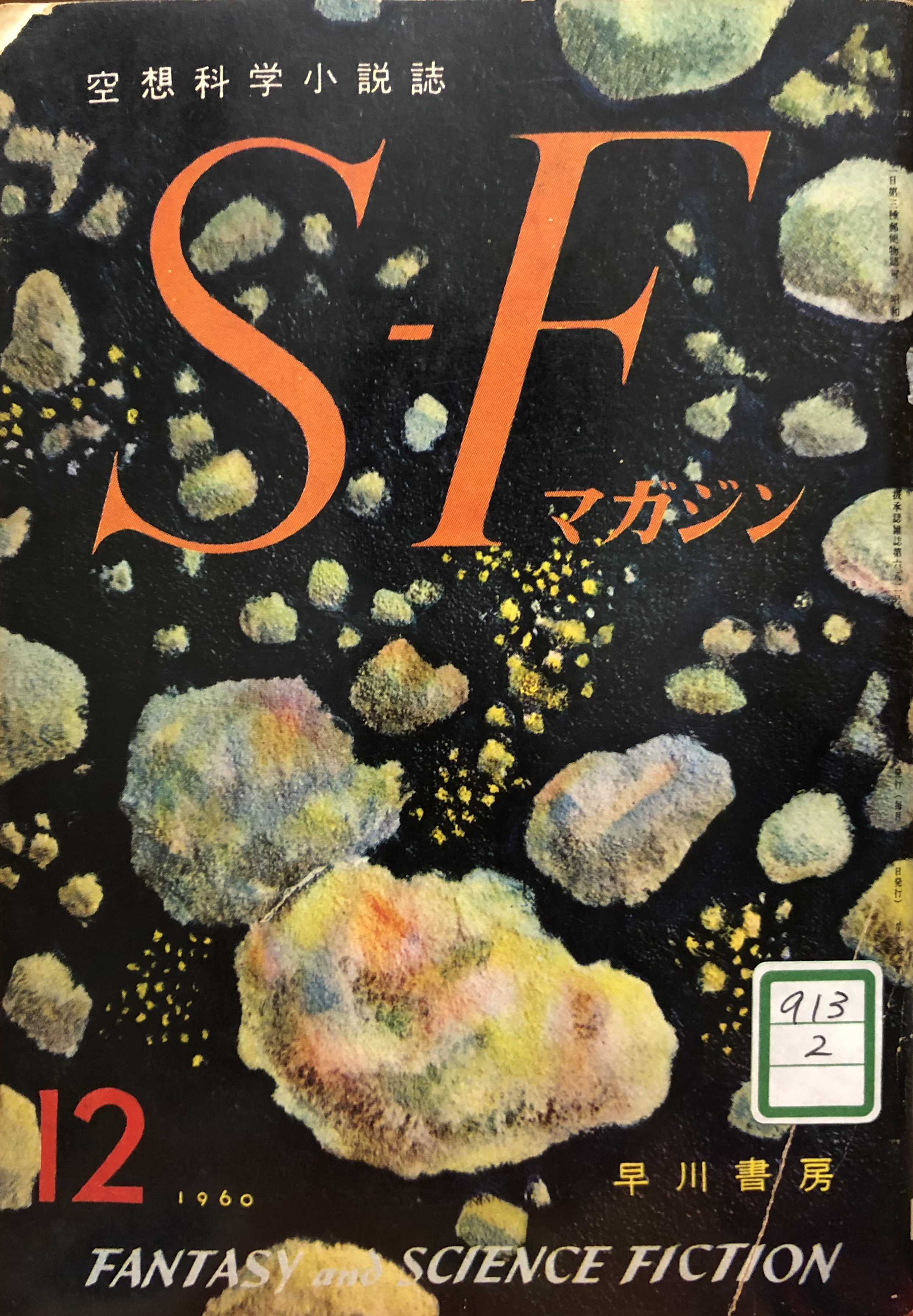
『S-Fマガジン』1960年12月号

1959年（昭和34年）12月25日、『S-Fマガジン』創刊号（1960年2月号）を刊行。初代編集長を務める。
1960年（昭和35年）に誌上で空想科学小説コンテストを開催、1963年（昭和38年）に日本SF作家クラブを創設するなど、草創期の日本SF界での日本のSF作家の育成に尽力した。科学と文学とが融合したハイブロウな文学としてのSFを目指し、スペース・オペラなどの作品は排除した（ただし、後に、読者に人気があることから、渋々、その存在を認めた）。また、『S-Fマガジン』、「ハヤカワSFシリーズ」いずれも、カバー絵は中島靖侃の抽象画であり、「幼稚な文学」と見做されないよう配慮した。また、既成文壇からSFへの批判や、無理解な評論などがあると、全身全霊をもって反論活動を行った。
1966年（昭和41年）ごろ、SF作家仲間や白木茂、亀山龍樹、北川幸比古、中尾明などと、「少年文芸作家クラブ」を創設した。
1968年（昭和43年）10月、自ら企画した『世界SF全集』の刊行が開始。
同年12月25日発売の『S-Fマガジン』1969年2月号に掲載された「覆面座談会 日本のSF '68〜'69」の内容が騒ぎとなり、1969年5月末をもって早川書房編集部長および『S-Fマガジン』編集長を辞任した。8月号が最後の担当となった。
1970年の日本万国博覧会での三菱未来館、1975年の沖縄国際海洋博覧会での三菱海洋未来館の企画も手掛けた。
1976年（昭和51年）4月9日、死去。47歳没。没後、福島を記念して「少年文芸作家クラブ」（現・「創作集団プロミネンス」）および岩崎書店の共催で福島正実記念SF童話賞が創設された。

## 人物
- アシモフ、クラーク、ハインラインなど海外SFの翻訳を多数行った。SF創作やアンソロジーも手がけた[3]。

- SFの裾野を広げるため、児童文学に先駆的にSFを導入し、自らも『おしいれタイムマシン』『さようならアイスマン』『こんや円盤がやってくる』などを執筆した。1966年頃に「少年文芸作家クラブ」を創設した。

- 東宝映画『マタンゴ』『ゴジラ対メカゴジラ』、東映映画『海底大戦争』の原作を手がけている[2][6][1][注釈 4]。マンガ原作も手がけ、石ノ森章太郎と共に『少年マガジン』に『勇気くん』を、『少年画報』に『アースマン』を連載した。

- 「SFの鬼」と恐れられた編集者で、「剛の福島、柔の森優」と呼ばれた[13]。

## 著書

### 単著
- 『SFハイライト』（三一新書） 1965
- 『SFの夜』（早川書房） 1966、のち文庫
- 『ロマンチスト』（早川書房、ハヤカワ・SF・シリーズ） 1968
- 『宇宙にかける橋』（国土社、創作子どもSF全集） 1969
- 『おしいれタイムマシン』（岩崎書店、SFえどうわ） 1969
- 『地底怪生物マントラ』（朝日ソノラマ） 1969、のち文庫
- 『21世紀ものがたり』（岩崎書店、おはなしノンフィクション） 1969
- 『あつまれイルカ』（盛光社、創作SFえほん） 1969
- 『分茶離迦』（早川書房） 1969
- 『月へいった宇宙飛行士 はじめて着陸に成功したアポロ11号』（偕成社） 1970
- 『月こそわが故郷』（岩崎書店、少年少女SFアポロシリーズ） 1970
- 『真昼の侵入者』（毎日新聞社） 1970、のち秋元文庫
- 『恒星間飛行』（岩崎書店、少年少女宇宙開発の科学） 1970
- 『きみも宇宙飛行士になれる ついにひらかれた月への道』（実業之日本社） 1970
- 『迷宮世界』（岩崎書店） 1971、のちフォア文庫
- 『SFの世界 果てしなき人類の夢』（三省堂）　1971
- 『予言者たち 空想と科学の話』（岩崎書店、少年少女未来シリーズ） 1972
- 『フェニックス作戦発令』（岩崎書店） 1972
- 『リュイテン太陽』（鶴書房盛光社） 1972
- 『地球のほろびる時』（偕成社） 1973、のち秋元文庫
- 『百万の太陽』（岩崎書店） 1973
- 『SFの眼 SF文明論ノート』（大陸書房） 1973
- 『SF散歩』（文泉） 1973
- 『異次元失踪』（すばる書房盛光社） 1974、のち角川文庫
- 『百鬼夜行』（早川書房、日本SFノヴェルズ） 1974
- 『ちがう』（角川文庫） 1974
- 『悪夢の呼ぶ声』（秋元文庫） 1974
- 『出口なし』（角川文庫） 1974
- 『月に生きる』（ハヤカワ文庫） 1975
- 『救援隊』（角川文庫） 1975
- 『「衝突する宇宙」以後』（大陸書房） 1975
- 『虚妄の島』（角川文庫） 1976
- 『離れて遠き』（早川文庫） 1976
- 『就眠儀式』（角川文庫） 1976年
- 『新版SFの世界（付録・SF事典）[注釈 5]』（三省堂） 1976
- 『きえた大陸アトランティス』（講談社、少年少女講談社文庫） 1977
- 『海に生きる』（三省堂、三省堂らいぶらりい SF傑作短編集） 1977
- 『超能力ゲーム』（三省堂、三省堂らいぶらりいSF傑作短編集） 1977
- 『未踏の時代～日本SFを築いた男の回想録～』（早川書房） 1977、のち早川文庫 2009
- 『こんや円盤がやってくる』（岩崎書店、あたらしい創作童話） 1978
- 『赤い砂漠の上で』（文化出版局、ポケットメイツ） 1981
- 『過去への電話』（旺文社文庫） 1984
- 『さようならアイスマン』（岩崎書店、あたらしいSF童話） 1985
- 『月世界2008年 SF傑作短篇集』（旺文社文庫） 1985
- 「マタンゴ」（出版芸術社、怪獣小説全集1『怪獣総進撃』に収録） 1993

### 共著・編著
- 『SFエロチックス』（編、三一新書） 1964
- 『SF入門』（編、早川書房） 1966
- 『SFエロチックの夜』（編、秋田書店・サンデー新書―サンデー・ノベルス) 1967
- 『SFエロチックあらかると』（編、秋田書店・サンデー新書―サンデー・ノベルス) 1967
- 『国際スパイ物語』（編著、偕成社、少年少女世界のノンフィクション） 1968
- 『〈世界のSF〉現代編』（伊藤典夫共編、早川書房、世界SF全集32） 1969
- 『〈日本のSF〉現代編』（石川喬司共編、早川書房、世界SF全集35） 1969
- 『宇宙旅行・SFのなぞ』（岸本康共著、偕成社、理科なぜ知っていますか） 1970
- 『〈世界のSF〉古典編』（野田昌宏, 伊藤典夫共編、早川書房、世界SF全集31） 1971
- 『宇宙のエロス - エロチックSF』（編、芳賀書店） 1972
- 『千億の世界 - 宇宙SF』（編、芳賀書店） 1972
  - 『千億の世界』（講談社文庫）
- 『別世界ラプソデー - 時間・次元SF』（編、芳賀書店） 1972
  - 『時と次元の彼方から』（講談社文庫）
- 『おかしな世界 - 異色SF』（編、芳賀書店） 1972
  - 『不思議な国のラプソディ』（講談社文庫）
- 『ロボット文明 - ロボットSF』（編、芳賀書店） 1973
  - 『人間を超えるもの』（講談社文庫）
- 『破滅の日 - 破滅SF』（編、芳賀書店） 1973
  - 『破滅の日』（講談社文庫）
- 『クレージー・ユーモア - ユーモアSF』（編、芳賀書店） 1973
  - 『クレージー・ユーモア』（講談社文庫）
- 『ミュウタントの行進 - 超能力SF』（編、芳賀書店） 1973
  - 『人間を超えるもの』 （講談社文庫） - 『ロボット文明』と合わせて再編集
- 『未来ショック - 未来SF』（編、芳賀書店） 1973
  - 『未来ショック』（講談社文庫）
- 『華麗なる幻想 - クラシックSF』（編、芳賀書店）　1973
  - 『華麗なる幻想』（講談社文庫）
- 『四次元の世界をさぐる』（桑名起代至共著、講談社、少年少女講談社文庫） 1973
- 『飢餓列島』（眉村卓共作、角川書店） 1974、のち角川文庫
- 『大異変! 地球SOS』（日下実男共著、学習研究社） 1976
- 『日本SFの世界』（編、角川書店） 1977
- 『SFファンタジー傑作選』（編、旺文社文庫） 1984
- 『SFミステリー傑作選』(編、旺文社文庫) 1984
- 『SFロマン傑作選』(編、旺文社文庫) 1984

## 翻訳
- 『巨象の道』（ロバート・スタンディッシュ、清水俊二共訳、早川書房） 1954
- 『心のともしび』（ロイド・C・ダグラス、早川書房） 1954
- 『星雲から来た少年』（レイモンド・ジョーンズ、銀河書房） 1955
- 『エッジウェア卿の死』（アガサ・クリスティー、早川書房） 1955、のちハヤカワ文庫
- 『ロケット練習生』（レッサー、銀河書房、少年少女科学小説選集） 1955
- 『火星号不時着』（デルリー、銀河書房、少年少女科学小説選集） 1956
- 『恐竜の世界』（マーステン、銀河書房、少年少女科学小説選集）1956
- 『若い河』（デヴィッド・ウォーカー、早川書房） 1956
- 『宇宙の開拓者』（ロックウェル、講談社） 1957
- 『怒った会葬者』（E・S・ガードナー、早川書房、世界探偵小説全集） 1957
- 『サラ・ディン』（キャザリン・ギャスキン、ひまわり社） 1959
- 『ジャンボアフリカ 密林二万哩』（ジョン・L・ブロム、光風社） 1959
- 『鋼鉄都市』（アイザック・アシモフ、早川書房） 1959、のちハヤカワ文庫
- 『気ちがい』（ロバート・ブロック、早川書房）1960、のち改題文庫化『サイコ』
- 『星の征服者』（ボバ、講談社、少年少女世界科学名作全集） 1961
- 『少年少女世界の旅 メキシコ・中央アメリカ編』（ベッテイ・ロス、保育社） 1961
- 『恐怖の黒いカーテン・アリスが消えた』（アイリッシュ、あかね書房） 1963
- 『凍った宇宙』（パトリック・ムーア、岩崎書店、少年少女宇宙科学冒険全集） 1963
- 『宇宙飛行70万キロ / 超音速にいどむ』（チトフ / イーガー、偕成社、少年少女世界のノンフィクション） 1964
- 『あかつきの怪人 / 暗黒街捜査官』（チャータリス / チャンドラー、あかね書房、少年少女世界推理文学全集） 1964
- 『空飛ぶ戦艦』（ベルヌ、学習研究社、少年少女ベルヌ科学名作全集） 1964
- 『悪魔の発明』（ベルヌ、学習研究社、少年少女ベルヌ科学名作全集） 1964
- 『名探偵ホームズ』（コナン・ドイル、講談社） 1965
- 『暗黒星雲 / 生きている首』（アシモフ / ベリヤーエフ、あかね書房） 1965
- 『サハリ 亡びゆく野生の輝き 猛獣カメラマン30年の記録』（アルマン・デニス、学習研究社） 1965
- 『かつやくするFBI』（レイナルズ、講談社） 1966
- 『少女レベッカ』（ケート・ウィギン、講談社） 1966
- 『27世紀の発明王』（ヒューゴー・ガーンズバック、岩崎書店） 1966
- 『真相を追え / 悪魔のくれた5万ドル』（ハリデイ / ロス・マクドナルド、盛光社） 1966
- 『時間と空間の冒険 第1』（レイモンド・J・ヒーリイ, J・フランシス・マッコーマス編、早川書房） 1966
- 『レベッカの手記』（ケート・ウィギン、講談社） 1967
- 『火星のまぼろし兵団』（バローズ、講談社） 1967
- 『戦うフューチャーメン』（エドモンド・ハミルトン、岩崎書店） 1967
- 『恐竜1億年』（マースティン、岩崎書店） 1967
- 『なぞの宇宙ロボット』（ウイリアムスン、偕成社） 1967
- 『時間よとまれ!』（H・G・ウエルズ、岩崎書店） 1968
- 『幽霊面』（サットン、ポプラ社、ジュニア世界ミステリー） 1968
- 『深海の宇宙怪獣』（シオドア・スタージョン、偕成社） 1968
- 『あやしい家』（E・ブライトン、実業之日本社、五人と一ぴきシリーズ） 1969
- 『宇宙ガードマン』（ロックウェル、偕成社、SF名作シリーズ） 1969
- 『呪われた美少女』（ハリディ、偕成社） 1969
- 『夜明の惑星』（パイパー、集英社） 1969
- 『すりかえられた顔』（クリスティー、偕成社、世界探偵名作シリーズ） 1969
- 『野望と幻影の男』（ハワード・ヒューズ, A・B・ガーバー、ダイヤモンド社） 1969
- 『宇宙家族ロビンソン』（アーナム, アーチャー、偕成社） 1969
- 『壁の中のアフリカ』（ウエルズ、講談社） 1970
- 『消えていく海』（チャールズ・エリック・メイン、集英社、ジュニア版世界のSF） 1970
- 『ゆれる宇宙』（ラインスター、偕成社） 1970
- 『盗聴』（ローレンス・サンダーズ、早川書房） 1970、のちハヤカワ文庫
- 『ツタンカーメンの秘密』（カーター、集英社） 1971
- 『消えた四次元の輪』（ジョン・D・マクドナルド、偕成社、SF名作シリーズ） 1971
- 『航空安全革命 航空事故を徹底的に分析する』（R・J・サーリング、ダイヤモンド社） 1971
- 『不死販売株式会社』（ロバート・シェクリイ、早川書房） 1971、のちハヤカワ文庫
- 『殺人館の怪』（F・W・クロフツ、集英社、ジュニア版世界の推理） 1972
- 『私立探偵マイケルシェーン』（ハリディ、集英社、ジュニア版世界の推理） 1972
- 『透明人間』（ウエルズ、講談社、少年少女講談社文庫） 1972
- 『ローマ帝国の黄金』（ポール・カポーン、岩崎書店） 1972
- 『六本脚戦争 現代科学への五つの視角』（アイザック・アシモフ、ダイヤモンド社） 1972、のち改題『発見・また発見!』（ハヤカワ文庫）
- 『怪物フランケンシュタインの呪い』（メアリー・シェリー、偕成社） 1973
- 『シルマー家の遺産』（エリック・アンブラー、集英社、ジュニア版） 1973
- 『ナポレオン・ソロ スパイ大作戦』（デービス、ポプラ社） 1973
- 『宇宙からきたひる』（シェクリイ、講談社、世界の怪談7 SF編） 1973
- 『見えない殺人犯』（ウィリアム・アイリッシュ、あかね書房） 1973
- 『死のヒッチハイク』（ニールセン、岩崎書店） 1974
- 『のろわれた世界旅行』（E・D・ビガーズ、岩崎書店） 1974
- 『ビクトリア号怪事件』（ディクスン・カー、あかね書房） 1974
- 『黒猫』（ポー、集英社、ジュニア版世界の文学） 1975
- 『火の戦士』（ジム・キェルガード、岩崎書店） 1975
- 『魔術師の呪い』（ポー、秋田書店） 1975
- 『海からきたなぞ』（クロフツ、岩崎書店） 1975
- 『冒険家クラブ』（アガサ・クリスティー、あかね書房） 1975
- 『謎の三角領域』（ジョン・W・スペンサー、大陸書房） 1975
- 『野生の白鳥 アンデルセンの生涯』（モニカ・スターリング、早川書房） 1975
- 『魔の三角海域 その伝説の謎を解く』（ローレンス・D・クシュ、角川文庫） 1975
- 『アジモフ博士のQ&A 100』（アイザック・アシモフ、文化放送開発センター出版部） 1975
- 『謎のタイムトンネル 不死の世界を発見した!』（アラン&サリィ・ランズバーグ、ベストセラーズ、ワニの本） 1976
- 『大逆転』（ローレンス・サンダーズ、ベストセラーズ、ワニの本） 1976
- 『宇宙との連帯 異星人的文明論』（カール・セーガン、河出書房新社） 1976、のち河出文庫
- 『コメット号時間作戦』（E・ハミルトン、岩崎書店、SFこども図書館） 1976
- 『マルタの鷹』（ダシール・ハメット、文研出版、文研の名作ミステリー） 1977
- 『不思議の国のアリス』（ルイス・キャロル、立風書房） 1982
- 『タイムカメラの秘密』（T・H・シャーレッド、国土社） 1983
- 『のろわれた山荘』（パット・マガー、国土社） 1983
- 『ペルシダ王国の恐怖』（E・R・バローズ、国土社） 1983
- 『合成人間「22X」』（ジョン・ソール、国土社） 1983
- 『ハエが夜をねらう!』（J・ブリュース、国土社） 1983
- 『絶対0度のなぞ』（E・S・ガードナー、国土社） 1983
- 『液体インベーダー』（R・M・ファーリィ、国土社） 1983
- 『宇宙大激震』（M・ラインスター、国土社） 1983
- 『未来からきた暗殺者』（ピーター・ヒース、国土社） 1983
- 『にせ札を追え!』（レイモンド・チャンドラー、国土社） 1983
- 『宇宙の侵略者』（J・ウィリアムスン、国土社） 1983

### アンドリュー・ガーヴ
- 『ヒルダよ眠れ』（アンドリュー・ガーヴ、早川書房） 1957、のちハヤカワ文庫
- 『メグストン計画』（アンドリュウ・ガーヴ、早川書房、世界探偵小説全集） 1958
- 『死と空と』（アンドリュウ・ガーヴ、早川書房、世界ミステリシリーズ） 1959
- 『ギャラウエイ事件』（アンドリュウ・ガーヴ、早川書房） 1959
- 『サムスン島の謎』（アンドリュウ・ガーヴ、早川書房、世界ミステリシリーズ） 1960
- 『黄金の褒賞』（アンドリュウ・ガーヴ、早川書房、世界ミステリシリーズ） 1960
- 『遠い砂』（アンドリュウ・ガーブ、早川書房） 1963、のちハヤカワ文庫

### ロバート・A・ハインライン
- 『夏への扉』（R・ハインライン、講談社、S・Fシリーズ） 1958
- 『未来への旅』（ハインライン、講談社） 1965
- 『地球の脅威』（ロバート・A・ハインライン、早川書房） 1965
- 『大宇宙の少年』（ハインライン、講談社、世界の名作図書館） 1968
- 『宇宙の呼び声』（ハインライン、文研出版、文研児童図書館） 1969、のち角川文庫
- 『宇宙怪獣ラモックス』（ハインライン、岩崎書店） 1971、のち角川文庫
- 『人形つかい』（ハインライン、早川書房、世界SF全集） 1971、のちハヤカワ文庫
- 『さまよう都市宇宙船』（ハインライン、あかね書房） 1972

### ジャック・フィニイ
- 『盗まれた街』（ジャック・フィニイ、早川書房） 1957、のちハヤカワ文庫
- 『レベル3』（フィニイ、早川書房、異色作家短篇集3） 1961
- 『ゲイルズバーグの春を愛す』（ジャック・フィニイ、早川書房） 1972、のちハヤカワ文庫
- 『ふりだしに戻る』（ジャック・フィニィ、角川書店） 1973、のち角川文庫
- 『マリオンの壁』（ジャック・フィーニイ、角川書店） 1975、のち角川文庫

### アーサー・C・クラーク
- 『宇宙島へいく少年』（アーサー・クラーク、講談社） 1960
- 『幼年期の終り』（アーサー・C・クラーク、早川書房） 1964、のちハヤカワ文庫
- 『未来のプロフィル』（アーサー・C・クラーク、川村哲郎共訳、早川書房） 1966、のちハヤカワ文庫
- 『海底パトロール』（クラーク、岩崎書店） 1967
- 『宇宙の群島』（クラーク、集英社） 1969
- 『月のピラミッド』（クラーク、岩崎書店、少年少女SFアポロシリーズ） 1970